# Liriomyza peullae
Liriomyza peullae är en tvåvingeart som först beskrevs av Malloch 1934.  Liriomyza peullae ingår i släktet Liriomyza och familjen minerarflugor. Inga underarter finns listade i Catalogue of Life.